# Кенайское сельское поселение
Кенайское се́льское поселе́ние — муниципальное образование в Комсомольском районе Хабаровского края Российской Федерации. 
Образовано в 2004 году.
Административный центр и единственный населённый пункт — посёлок Кенай. До 2011 года сельское поселение включало также посёлок при станции Удоми, упразднённый в 2011 году в связи с отсутствием населения.

## Население
| 2010 | 2011 | 2012 | 2013 | 2014 | 2015 | 2016 |
| ---- | ---- | ---- | ---- | ---- | ---- | ---- |
| 588  | ↗593 | ↗594 | ↗599 | ↗608 | ↘592 | ↘566 |
| 2017 | 2018 | 2019 | 2020 | 2021 |      |      |
| ↘548 | ↘537 | ↘526 | ↘524 | ↘485 |      |      |